# Aswan Stadium
Aswan Stadium – wielofunkcyjny stadion w mieście Asuan, w Egipcie. Jego pojemność wynosi 20 000 widzów. Swoje spotkania rozgrywa na nim drużyna Aswan SC.